# 相良長每
相良長每（日语：／ Sagara Nagatsune，1469年—1518年6月18日），日本肥後相良氏第13代當主。
初名長輔，通称太郎，是第12代当主相良為續的長子。明應5年（1496年），就任宮內少輔，同時改名「長每」。明應8年（1499年）父親隱居，他繼任家督之位，成為人吉城的城主。